# Свети Архангел Михаил Трипиотис (Никозия)
„Свети Архангел Михаил Трипиотис“ (на гръцки: Αρχαγγέλου Μιχαήλ του Τρυπιώτη) е православна църква в чертите на Стария град на кипърската столица Никозия. Поради богатите и могъщи семейства, които в миналото са живели на територията, заключена от Византийските стени, църковната община и съответно църквата са едни от най-важните в града. Известна е и с турското име „Паша махала“, в смисъл на главен квартал. С развитието на Никозия в районите извън оградения град и с разделянето му през 1974 година, енорията губи много от бившите си енориаши, а заедно с това и решаващото значение на църквата. Въпреки това, много кипърски гърци, независимо къде живеят, носят силна привързаност към нея и предпочитат да се оженят или да кръстят децата си там. Всяка година тук се извършват около 80 сватби и кръщенета.
През 1923 година, когато официално се извършва гръко-турската размяна на населението, църквата приема много бежанци от Мала Азия. Около 2 милиона души с гръцко самосъзнание насилствено са превърнати в бежанци и са принудени да напуснат земята, която е била тяхна родина в продължение на векове, дори хиляди години.

## Строителство
Основният камък на църквата „Архангел Михаил Трипиотис“ е положен от архиепископ Германос II Кипърски на 3 май 1695 година, по време на турското управление на острова. Смята се, че тази сграда е издигната на мястото на много по-стара готическа църква и православен манастир, съществувал по време на управлението на Лузиняните и венецианския период. Според гравиран мраморен надпис, направен от дякон Панкратион и поставен вдясно от главната южна порта, църквата е завършена за забележително кратко време – на 25 ноември същата година. Храмът е построен благодарение на даренията на християнските енориаши и свещеника Яков и е свидетелство за факта, че 135 години след турската окупация на острова, православната общност се е възстановила достатъчно, за да бъде в състояние да изгради църква с такива размери.

## Название
Църквата е посветена на архангел Михаил и е наречена Трипиотис, което на гръцки означава „този, който е издълбал дупка“, по името на един манастир в град Хони (Колоса), Фригия. Според легендата, неверници се опитват да унищожат този манастир, като променят хода на две близки реки, които да го разрушат. В отговор на молитвите на игумена за помощ, архангел Михаил се явява и спасява манастира. Със знака на кръста, той задържа водните потоци, а с копието си врязва кръст на един голям камък пред църквата. Камъкът се разцепва, водите на двете реки изтичат през големия отвор и така манастирът е спасен. Това става на 6 септември, дата, която се приема за официален празник на църквата.
Църквата чества официално и 8 ноември, деня, в който православната църква почита светите архангели Михаил и Гавриил и други небесни ангелски войни. В продължение на много години тя е и единствената църква в Никозия, която на 3 септември чества тържествено паметта на свети Полидор Кипърски, чийто дом се е намирал на същата улица близо до нея.

## Архитектура
Църквата представлява тикорабна, еднокуполна, франкско-византийска базилика и в план е разположена върху почти идеален квадрат. Трите кораба са разделени от два реда арки, всеки от които ляга върху един ред от четири неравномерно разположени колони. Изградена е от широко разпространения в Кипър жълт пясъчник, използван за стените на града и всички обществени сгради в стара Никозия.
В южната част просторен притвор води до засводения главен вход. Над него, върху полукръгъл люнет, са изобразени Успение Богородично и архангел Михаил, влязъл в битка с дявола под нея. Горният ръб на люнета е оформен от дялан мрамор, за който се предполага, че е от много по-стара романска сграда. Той ляга върху два капитела от същия период, върху които е изобразена човешка фигура с по един укротен лъв от всяка страна. Над северната врата и над една от двете западни врати се намират подобни мраморни греди с изобразени релефни гербове. Те са по-нови от ръба на люнета и вероятно идват от руините на средновековни дворци и други сгради.

## Интериор
Както във всички православни църкви, олтарът е отделен от основното пространство с дърворезбован иконостас, изработен през 1812 година и позлатен 4 години по-късно. Най-ценната иконата е вложена в малък дървен панел в десния край на иконостаса. На нея са изрисувани Мадоната с младенеца, застанали между Йосиф Обручник и света Анна. Тя датира от 15 век и се отличава със силно италианско влияние. На стената над иконата има по-нова картина, изобразяваща чудото на архангел Михаил в Хони.
В най-десния край на иконостаса се намира иконата на Архангел Михаил, датирана от 1634 година и идваща от по-стара църква. Според византийските иконописни канони, светецът е изобразен в пълни бойни доспехи и с две огромни крила. В лявата страна на иконостаса е поставена иконата на свети Спиридон, работа на монаха Йоаникиос, която носи дата от 1755 година. В близост до нея има още две икони от същия монах – на свети Георги и на свети Никола. Останалите икони са рисувани през 19 век.
Вътрешните стени не са измазани и показват една и съща съвършена простотата, хармонираща с външните фасадни стени. Така е оформен приятен контраст с богато позлатения иконостас и иконите с посребрени елементи. Във византийската иконописна традиция, често различни части на иконите, обикновено лицата и ръцете, са облечени в сребро, а понякога и в злато.
Ценна собственост на църквата е едно печатно издание на Евангелието с корици, орнаментирани със злато и сребро, датиращо от 1768 година. Украсено е с релефи, посветени на живота на Христос и Богородица. Три от тези изображения са използвани за възпоменателна серия пощенски марки, издадена на Коледа през 2000 година.